# Minato-ku (Nagoya)
Pour les articles homonymes, voir Minato-ku.
Minato (港区, Minato-ku) est l'un des seize arrondissements de la ville de Nagoya au Japon. Il est situé au sud-ouest de la ville, au bord de la baie d'Ise.
En 2016, sa population est de 146 737 habitants pour une superficie de 45,64 km2, ce qui fait une densité de population de 3 220 hab./km2.

## Histoire
L'arrondissement a été créé en 1937 après que l'arrondissement de Minami a été fractionné.

## Lieux notables
Le port de Nagoya occupe une partie de l'arrondissement. Il s'agit d'un port industriel important en raison notamment des exportations de Toyota, première entreprise du Japon, établie dans la préfecture d'Aichi. Près du port se trouve l'aquarium de Nagoya et à proximité le SCMaglev and Railway Park.

## Transport publics
L'arrondissement est desservi par plusieurs lignes ferroviaires :
- la ligne Meikō du métro de Nagoya,
- la ligne Aonami de la Nagoya Rinkai Rapid Transit,
- la ligne Chikkō de la Meitetsu.